# 髙木不折
髙木 不折（たかぎ ふせつ、1937年 - ）は、日本の水工学者。名古屋大学名誉教授。
第7代豊田工業高等専門学校校長。在任中は国立高等専門学校協会広報専門部会部会長も務めた。工学博士（京都大学）。瑞宝中授章。

## 経歴
1961年京都大学工学部土木工学科卒業。1963年京都大学大学院工学研究科土木工学専攻、工学修士取得後、京都大学工学部助手。
1967年名古屋大学工学部助教授。1979年教授に昇進。1990年日本自然災害学会理事、土木学会理事。
2000年豊田工業高等専門学校校長。2002年土木学会中部支部功績賞、庄内川流域委員会準備委員会委員。 2006年高等専門学校機関別認証評価委員会委員。校長退任後、河川環境管理財団研究顧問。

## 書籍
- 『水工水理学』（丸善、1972年）
- 『新体系土木工学21 水理学の基礎』（土木学会編、技報堂出版、1982年）
- 『濃尾平野の地盤沈下と地下水』（共著、名古屋大学出版会、1985年）
- 『木曽三川〜その流域と河川技術』（共著、建設省中部地方建設局、1988年）
- 『土木工学ハンドブック』（共著、技報堂出版、1989年）
- 『長良川河口堰にかゝわる治水計画の技術的評価』（共著、土木学会、1992年）